# Fred Spofforth
Frederick Robert Spofforth, dit Fred Spofforth, est un joueur de cricket international australien né le 9 septembre 1853 à Balmain en Nouvelle-Galles du Sud et mort le 4 juin 1926 à Long Ditton en Angleterre. Surnommé « The Demon », ce lanceur rapide (fast bowler) participe à 18 test-matchs avec l'Australie entre 1877 et 1887, tous contre l'Angleterre. Il réalise notamment le premier « coup du chapeau » de l'histoire à ce niveau en 1879.

## Bilan sportif

### Principales équipes
| Équipe                 | Test                  |
| ---------------------- | --------------------- |
| Australie              | 1877 - 1887           |
| Équipe                 | First-class           |
| Nouvelle-Galles du Sud | 1874-1875 - 1884-1885 |
| Victoria               | 1885-1886 - 1887-1888 |

## Honneurs
- Membre (inaugural) du temple de la renommée du cricket australien depuis 1996.
- Membre du temple de la renommée du cricket de l'ICC depuis 2011[1].